# ロベルト・アクーニャ
ロベルト・ミゲル・アクーニャ・カベージョ（Roberto Miguel Acuña Cabello, 1972年3月25日 - ）は、アルゼンチン・ブエノスアイレス州アベジャネーダ出身の元サッカー選手。元パラグアイ代表。現役時代のポジションはMF。

## 経歴

### クラブ
幼少時代にアルゼンチンからパラグアイに移住した。1989年にクラブ・ナシオナルでデビューすると、その後、アクーニャは4シーズンの間アルゼンチンのAAアルヘンティノス・ジュニアーズ、ボカ・ジュニアーズ、CAインデペンディエンテでプレーした。1997年に欧州に渡り、スペインのレアル・サラゴサと契約した。ルイス・アラゴネス監督の下、2001年にコパ・デル・レイを制覇した。リーグ戦だけで5シーズンで20得点を記録した。2001年にはパラグアイ最優秀選手賞を受賞した。リーガ・エスパニョーラでプレーする南米最優秀選手にも選ばれた。
レアル・サラゴサでの活躍によりデポルティーボ・ラ・コルーニャが関心を示し、2002年7月10日に1100万ユーロの5年契約で移籍した。レアル・サラゴサ時代の5試合のサスペンションが残っていた。しかしデポルティーボでは1シーズンに7試合出場したのが最多だった。怪我に悩まされ、2003-04シーズンはエルチェCFに、2004年にはアラブ首長国連邦のアル・アインFCにレンタル移籍した。2007年、オリンピア・アスンシオンでプレーした後に現役引退を表明したが、2009年にクラブ・ルビオ・ニュで現役復帰を果たした。

### 代表
プロデビューから5年後には、パラグアイ市民権を取得してパラグアイ代表でプレーすることを決意した。ディフェンダーのカルロス・ガマーラと同じように、3度のFIFAワールドカップに出場した。パラグアイ代表としては1998年から3大会連続でFIFAワールドカップ出場し、通算で97試合の代表戦に出場した。これはカルロス・ガマーラに次ぐ歴代2位の記録である。2002年の日韓ワールドカップベスト16のドイツ戦ではロスタイムにミヒャエル・バラックに肘打ちした。

## 代表歴

### 出場大会
- パラグアイ代表
  - 1998 FIFAワールドカップ
  - 2002 FIFAワールドカップ
  - 2006 FIFAワールドカップ

### 試合数
- 国際Aマッチ 99試合 5得点（1993年-2011年）[3]

| パラグアイ代表 | 国際Aマッチ | 国際Aマッチ |
| 年             | 出場        | 得点        |
| -------------- | ----------- | ----------- |
| 1993           | 10          | 0           |
| 1994           | 0           | 0           |
| 1995           | 8           | 1           |
| 1996           | 8           | 0           |
| 1997           | 15          | 2           |
| 1998           | 12          | 1           |
| 1999           | 8           | 0           |
| 2000           | 11          | 1           |
| 2001           | 5           | 0           |
| 2002           | 7           | 0           |
| 2003           | 0           | 0           |
| 2004           | 0           | 0           |
| 2005           | 4           | 0           |
| 2006           | 9           | 0           |
| 2007           | 0           | 0           |
| 2008           | 0           | 0           |
| 2009           | 0           | 0           |
| 2010           | 0           | 0           |
| 2011           | 2           | 0           |
| 通算           | 99          | 5           |

## タイトル
インデペンディエンテ
- スーペルコパ・スダメリカーナ：1995

レアル・サラゴサ
- コパ・デル・レイ：2000-01